# Santa Maria de Colera
Santa Maria de Colera és una església romànica a uns dos-cents metres a la vora del monestir de Sant Quirze, en el municipi de Rabós (Alt Empordà). És en el parc natural de l'Albera. La consagració s'hi va fer en l'any 1123. És un petit temple d'una sola nau rectangular, de gairebé 20 m de llarg, amb volta apuntada, la capçalera és en un absis semi-circular dels segles XII o XIII. Al mur sud hi ha la porta d'entrada, adintellada.
Santa Maria havia estat l'església parroquial del terme.
Als anys 1973 i 1974 es va fer una primera intervenció que va supervisar l'arqueòleg Miquel Oliva i Prat. I no va ser fins al 2011 que es van fer excavacions a l'interior de l'església i s'hi va instal·lar una passarel·la de fusta que permet veure els enterraments descoberts.

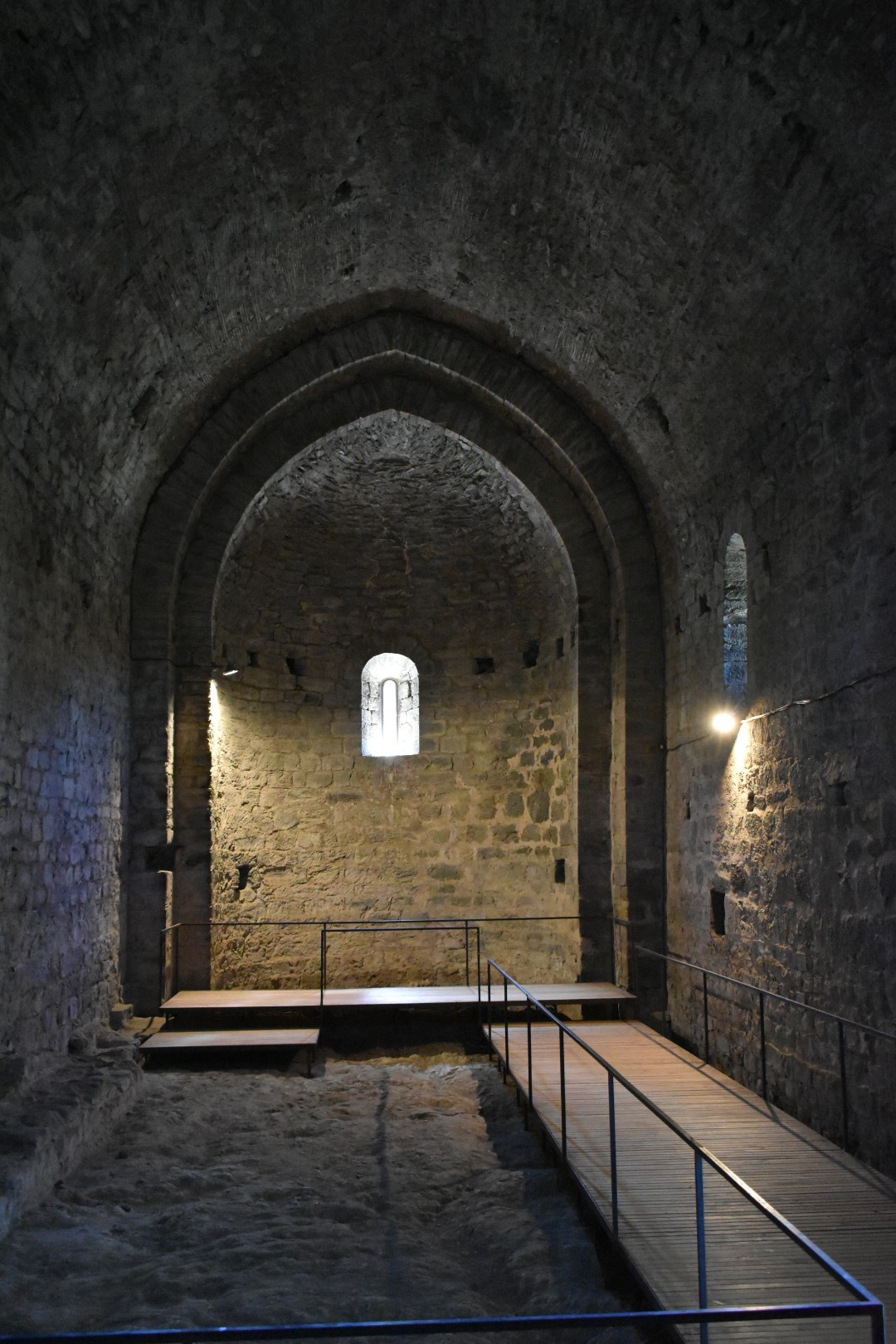
Interior de Santa Maria de Colera